# École nationale de la marine marchande
Le nom « École nationale de la Marine marchande » (ENMM) était le nom donné aux écoles supérieures de navigation qui formaient, en France jusqu'en 2010, les officiers de la marine marchande.
Il est remplacé aujourd'hui par l'École nationale supérieure maritime (ENSM).

## Historique
Il existait quatre écoles de ce type. Celles du Havre et de Marseille formaient des officiers polyvalents de première classe (filière A), tandis que celle de Saint-Malo et de Nantes formaient des officiers monovalents (filière B).
Ces écoles, appelées « Hydros » en référence aux écoles royales d'hydrographie créées sous Louis XIV, étaient habilitées à former les officiers chargés de l'encadrement des services « pont » ou « machine ». La formation des matelots et des mécaniciens était assurée par les lycées professionnels maritimes (LPM) ainsi que par les établissements agréés par la direction des Affaires maritimes du ministère de l'Écologie, du Développement et de la Mer.
Les quatre écoles ont été regroupées au sein l'École nationale supérieure maritime (ENSM), créée en octobre 2010 et dont elles sont devenues des implantations. L'ENSM a pour mission de participer à la stratégie nationale pour la mer et les océans en s'intégrant dans la priorité de cette stratégie, appelée « Investir dans l'avenir », qui suppose d'« éduquer et former aux métiers de la mer ».

## Le métier d'officier
On distingue dans le métier d'officier de la marine marchande deux composantes distinctes et complémentaires : celle du service « pont » et celle du service « machine ».
Pour exercer le métier d'officier de la marine marchande, il est nécessaire de posséder des diplômes ou des brevets le permettant. Ces brevets sont différents selon le service d'affectation de l'officier (pont ou machine), selon l'éloignement du navire (navigation côtière ou hauturière) et selon la taille du navire (jauge et puissance).
Ainsi, pour le brevet d'officier de pont, le critère limite est la jauge (ou tonnage), ce système n'a pas de nom d'unité mentionnée on peut donc, pour clarifier, porter entre parenthèses le nom du système (UMS) ; il détermine quatre filières de formation :
- Jauge de :
  - 0 à 200 (unités du « Universal Measurement System »),
  - 200 à 500 (UMS),
  - 500 à 3 000 (UMS),
  - plus de 3 000 (UMS).

Pour le brevet d'officier de machine, le critère est la puissance propulsive, qui détermine cinq filières de formation :
- 0 à 750 kW ;
- 750 à 3 000 kW ;
- 3 000 à 8 000 kW ;
- 8 000 à 15 000 kW ;
- plus de 15 000 kW.

## Élèves notoires
- À Saint-Malo : Yves Menguy (1877-1965), de 1902 à 1906.
- À Marseille : Paul-Émile Victor (1907-1995), en 1928.